# Leawood (Kansas)
Leawood è un comune degli Stati Uniti d'America, situato nello Stato del Kansas, nella contea di Johnson.